# Trilepida
Genre
Trilepida est un genre de serpents de la famille des Leptotyphlopidae. 

## Répartition
Les 14 espèces de ce genre se rencontrent dans le Nord de l'Amérique du Sud et au Panamá.

## Liste des espèces
Selon The Reptile Database (12 mai 2016) :
- Trilepida anthracina (Bailey, 1946)
- Trilepida brasiliensis (Laurent, 1949)
- Trilepida brevissima (Shreve, 1964)
- Trilepida dimidiata (Jan, 1861)
- Trilepida dugandi (Dunn, 1944)
- Trilepida fuliginosa (Passos, Caramaschi & Pinto, 2006)
- Trilepida guayaquilensis (Orejas-Miranda & Peters, 1970)
- Trilepida jani (Pinto & Fernandes, 2012)
- Trilepida joshuai (Dunn, 1944)
- Trilepida koppesi (Amaral, 1955)
- Trilepida macrolepis (Peters, 1857)
- Trilepida nicefori (Dunn, 1946)
- Trilepida pastusa Salazar-Valenzuela, Martins, Amador-Oyola & Torres-Carvajal, 2015
- Trilepida salgueiroi (Amaral, 1955)

## Taxinomie
Les espèces de ce genre ont été placées fautivement dans le genre Tricheilostoma en 2009 à la suite d'une erreur sur l'identité de son espèce-type.

## Publication originale
- Hedges, 2011 : The type species of the threadsnake genus Tricheilostoma Jan revisited (Squamata, Leptotyphlopidae). Zootaxa, no 3027, p. 63-64.